# Вальдсгут-Тінген
Вальдсгут-Тінген (нім. Waldshut-Tiengen) — місто в Німеччині, знаходиться в землі Баден-Вюртемберг. Підпорядковується адміністративному округу Фрайбург. Входить до складу району Вальдсгут.
Площа — 77,98 км2. Населення становить 24 067 ос. (станом на 31 грудня 2020).